# Adam Jocher
Adam Benedykt Jocher (ur. 23 grudnia 1791 w Wilnie, zm. 3 kwietnia 1860 tamże) – polski bibliograf, bibliotekarz, encyklopedysta i wykładowca Uniwersytetu Wileńskiego, autor jednej z pierwszych polskich bibliografii narodowych.

## Życiorys
Adam Jocher publikował m.in. w "Nowinach Literackich". Autor jednej z pierwszych bibliografii polskich Obraz bibliograficzno-historyczny literatury i nauk w Polsce, od wprowadzenia do niej druku po rok 1830 włącznie, opublikowanej w Wilnie przez Adama Zawadzkiego w trzech tomach w latach 1840–1857.
Był jednym z autorów haseł do 28 tomowej Encyklopedii Powszechnej Orgelbranda z lat 1859-1868. Jego nazwisko wymienione jest w I tomie z 1859 roku na liście twórców zawartości tej encyklopedii.
Został pochowany na cmentarzu Na Rossie. Jest przodkiem Waldemara Jochera.

## Twórczość
- «Obraz bibliograficzno-historyczny literatury i nauk w Polsce» (1840–1857).
- «Pogląd na Kierunek, na bieg umysłów i nauk w przedmiotach wiary świętéj w Polsce» (1857).
- «Pelasgia, sive de sermone quondam communi, etc.» (1851);
- «Harmonia mów, albo zlanie ich w jedną, to jest: polską, za pośrednictwem fenickiej, powróconej do familii mów słowiańskich» (1859);
- «Epilog historyi mowy piérwotnéj, oraz wstęp do jéj odnowienia w mowie slowiańsko-polskiej» (1859).